# Planta de Motores de Yaroslavl
La Planta de Motores de Yaroslavl, YaMZ o la sociedad OJSC «Autodizel» (del ruso: ОАО «Автоди́зель» (Яросла́вский мото́рный заво́д), ЯМЗ), es un productor ruso de motores diésel basado en la ciudad de Yaroslavl, Rusia. Es una sociedad por acciones, que hace parte del Grupo automotor GAZ, para la cual produce motores, además de dicho grupo; lo hace también para algunos fabricantes de vehículos de la CEI de Bielorrusia, Ucrania y Kazajistán.

## Historia

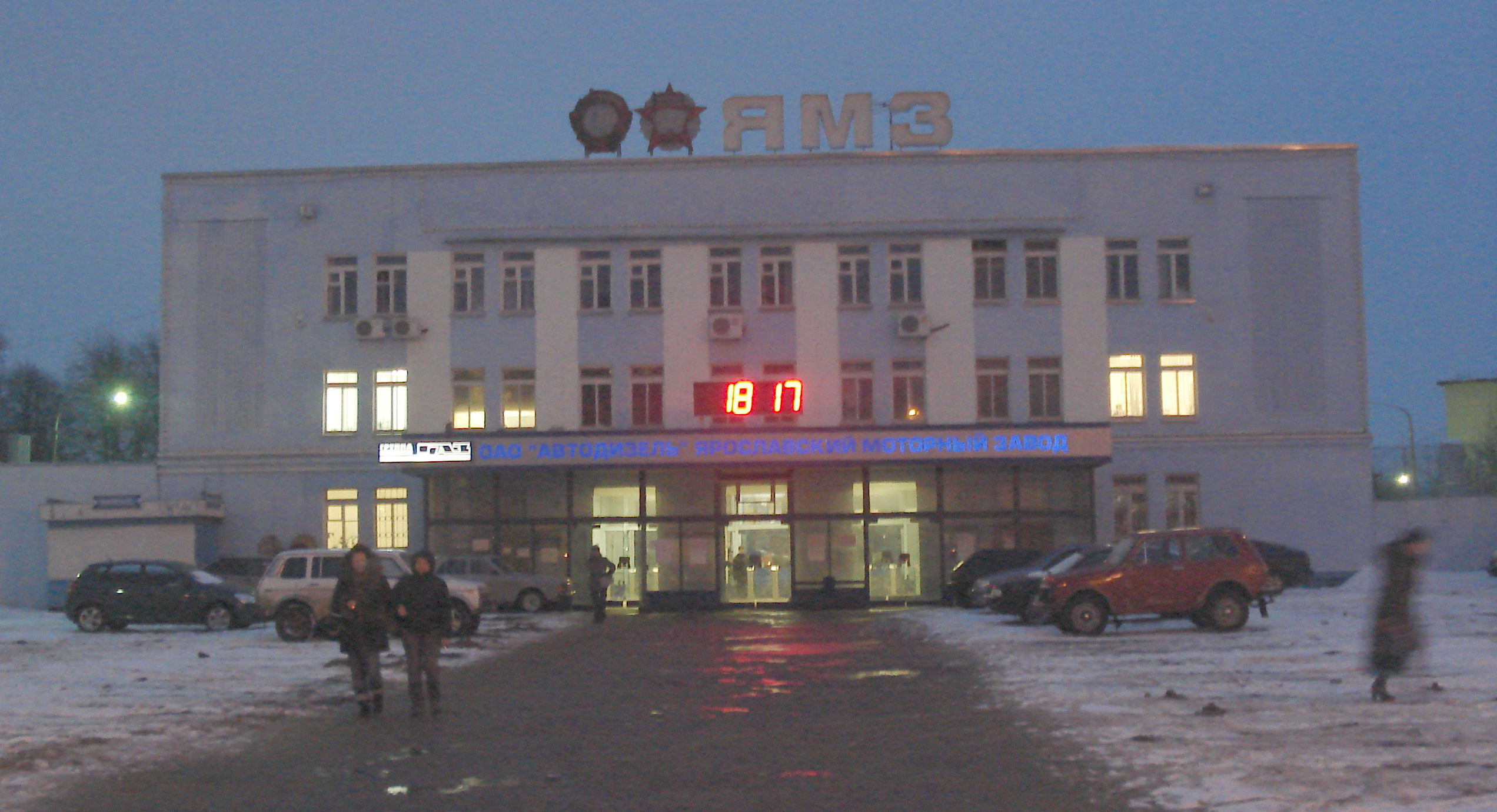
Oficinas de la YaMZ en la ciudad de Yaroslavl, Rusia.

### Inicios
La fábrica fue fundada en 1916 por el industrial ruso V. Lebedev, como parte del programa estatal del zar para crear una rama dentro de la industria rusa dedicada al automóvil. Fue organizada como una sociedad anónima para producir coches bajo licencia de la compañía británica "Crossley", conociéndose inicialmente como "Crossley de Rusia". En su planeación se le había dotado de una capacidad inicial de producción hasta los 750 vehículos de tipo camión al año, todos ellos equipados con un muy rudimentario motor de 4 cilindros de 4,4 litros de cilindrada.
Hay indicios de que el exterior de la construcción estuvo planificado para una expansión posterior. Hasta 1917, la planta no había fabricado nada más que un solo modelo de camión -se dispone de muy poca información sobre la cuestión- el cual fue conocido como "Cisne-A" ("The Swan"), por otra parte, es posible que se ensamblase realmente, con material del que se produjera para tal efecto en el Reino Unido. Después de la revolución, fue la primera planta de reparación de automotores en ser estatizada. En 1925, se inició la producción de camiones con motores AMO-F-15. En 1926, la planta fue reorganizada bajo el sistema de numeración industrial, y tras ello fue renombrada como la "Fábrica estatal de automóviles N° 3 de Yaroslavl".
Durante el Primer plan quinquenal fue reconstruida, y en dichos trabajos se le añadió una serie de nuevos talleres, y el número de empleados fue aumentado hasta 5 veces su capacidad original. La primera planta en el ramo de Rusia dominó posteriormente la producción de camiones pesados, y para 1933 su nombre fue cambiado al de "Planta de automóviles de Yaroslavl". En 1935, fabricó su unidad número 10.000. Para la época del suceso, los principales productos de la planta eran, entre los años 1925-1942; camiones pesados con capacidad entre 3 y 7 toneladas del modelo I-3 (con capacidad de carga de 1.925 m³), I-4, I-5, la serie de modelos PT, con el inicial PT-3 (con capacidad de carga de 5 toneladas de 1932), y luego de ese vendrían los camiones PT-4, PT-5, PT-6, PT-10 (1931, 8 toneladas), PT-12 (con capacidad de carga de 8 toneladas, modelo de 1932); y la serie de volquetas RC con los modelos RC-1 (con capacidad de carga de 4 toneladas, modelo de 1935), RC-2 , RC-3, y los camiones carrozados a autobuses de la serie YaTB, como el YaTB-1 (1936), el YaTB-4 y el YaTB-3 de dos pisos; además de otras series de autobuses como la Hk, siendo los modelos Hk-1, Hk-2 (con capacidad de carga de 100 pasajeros, de 1932); además de chasis para autobuses y trolebuses. En 1933, fabricó, junto con la OKB GPU; varios prototipos del primer motor diésel de diseño e ingeniería totalmente soviética de la serie "Koji".

### Segunda Guerra Mundial y posguerra
Durante la Segunda Guerra Mundial, la planta comienza a colaborar con el esfuerzo de guerra soviético, al montar en sus líneas tractores de artillería propulsados por orugas de los modelos I-11, I-12 (tractor de artillería del año 1943), e I-13. Tras el fin de la guerra, en el periodo de los años 1943-1947, se dedicó al diseño y a la producción de coches de la serie YAZ-200 (de tracción 4×2 y capacidad de carga de 7 toneladas), luego en el periodo transcurrido entre los años 1948-1950, se desarrolló la producción de vehículos de tres ejes bajo la designación YAZ-210 (de tracción 6x4, y con capacidad de carga de 12 toneladas).
Entre los años 1947-1951, la factoría llega a dominar la producción en serie de motores diésel de dos tiempos, al comenzar la producción de los motores YAZ-204 y YAZ-206 con una cilindrada de entre 110 a 220 litros, para luego verse estos ya en vehículos de la propia planta (YAZ), y en la de otras factorías como la MAZ, en sus diseños de vehículos especiales, además de los de la ZiL con sus autobuses ZIS-154, y así como máquinas de bomberos y otra clase de vehículos. Por el desarrollo de estos motores la planta recibió el Premio estatal de la Unión Soviética, en 1949.
En 1951, la producción de vehículos de dos ejes de la serie "YAZ-200" sería continuada, con la salida al público de los camiones "YAZ-205", "YAZ-225", los que posteriormente son transferidos junto a las maquinarias necesaria para su producción a la "Fábrica de automóviles de Minsk". En 1958, la "Fábrica de automóviles de Yaroslavl (YAZ)" sería renombrada como la Planta de Motores de Yaroslavl (YaMZ)". Desde entonces, la planta se especializa en el diseño y la fabricación de motores diésel de usos múltiples, con cilindrajes que van desde los 180 hasta los 800 litros, además de transmisiones, cajas de marchas, embragues, y generadores de electricidad por motores diésel y máquinas de soldadura potenciadas por los mismos.

### Años 1960-70 y 1980
En los años 1961-1965 se realizó tema desarrollado en el año 1958-1961 4 tiempos capacidad de motor diésel de 180 a 500 litros. a. YAMZ-236 , YAMZ 238 , YAMZ-240 en el año 1972 para su desarrollo fue galardonado con el Premio Estatal de la Unión Soviética. En 1966 la planta fue galardonado con la Orden de Lenin . En los años 1968-1971 desarrollaron tren motriz YAMZ-740 para la fábrica de automóviles Kama .
Desde 1970, "Autodizel" se convierte en la empresa líder en la producción y desarrollo de motores diésel de la industria soviética. Los consumidores de sus productos suelen ser las productoras de vehículos automotores y plantas de blindados tales como la "Planta Kirov", "Rostselmash", la "Planta de grúas de Krasnoyarsk", la "Planta de Tractores de Chelyabínsk" para sus productos de maquinaria para construcción y otras usuarias serían de los astilleros militares y civiles.
En 1971, la "Fábrica de motores de Yaroslavl" se convirtió en la casa matriz de la asociación de producción soviética de motores diésel "Autodizel", en el que además incluía a plantas del mismo sector como "YaZTA", "YaZDA", "TMZ", la "Planta de montaje de Rostov", la "Planta de Construcción y Montaje de combinadas y maquinaria agrícola "Granja y Revolución" y más tarde "Terz". 
En 1973-1980 se lanzó la familia de motores diésel de la serie YaMZ-840. En 1975 la planta fue galardonada con la Orden de la Revolución de Octubre. En 1976 fue galardonada nuevamente con el Premio Lenin por el desarrollo y la producción comercial de los motores de los tractores "Kirovets" de los modelos "K-700" y "K-701". En 1977-1979 se presentó el novedoso motor "YaMZ-642", el cual estaría destinado para la "Fábrica de automóviles de Kutaisi".

### Años 1990
Desde 1993, la planta ha estado operando como una sociedad anónima abierta, bajo el nombre JSC "Autodiesel" (Planta de Motores de Yaroslavl). En el periodo de 1991 a 1998, los motores de las series "YaMZ-846" y "YaMZ-847" fueron diseñados para el complejo camión-cohete "Topol-M". En el periodo 1994-2005 se creó la producción de energía estacionaria y generadores eléctricos . En 1995-2003 los motores de producción comercial Clase ambiental: 1995 - Euro-1 ( 236-YAMZ NO / BU y YAMZ 238 BE / DE), 1997 - Euro 2 ( YAMZ-7511 y YAMZ-7601 ), 2003 - Euro -3 ( YAMZ-656 y YAMZ-658 ). La producción en serie de estos motores comenzó en 2007-2008. En 1995-2002 y 2005-2008, desarrollado en-línea de la familia de motores diésel YAMZ-530 ( 4 euros ). En 2003, recibió el Premio de la Generalitat para el desarrollo y la producción comercial de los motores diésel de usos múltiples, por primera vez en Rusia cumplir con las normas internacionales sobre el medio ambiente.

### Actualidad
En 2001, la sociedad JSC "Autodiesel" (YaMZ) pasó a formar parte del consorcio automotor "RusPromAvto", y luego se convertiría en una firma filial del "Grupo GAZ". En junio de 2010, el trabajador siderúrgico Nikolái Shustrov ha redactado una carta dirigida al entonces primer ministro de Rusia Vladímir Putin, donde le explica de primera mano las desastrosas condiciones laborales de la factoría, en espera de que su visita sirviera para mejorar las condiciones de trabajo en la fábrica. Al enterarse de que la compañía espera que Vladímir Putin la visite, la carta que le escribió tenía descrita una propuesta en la que lo invitaba a que no sólo viera el "ostentoso exterior", sino a que viese de primera mano los talleres de forja en el que su autor labora -cuyo estado es de suciedad, está mal ventilado y además en donde los equipos incluso trabajan forzadamente-, para que ayudase en el necesario cambio. Después de visitar las instalaciones de la fábrica, se cree que las condiciones de trabajo en la planta han mejorado significativamente. 
En la actualidad, la fábrica está considerada como una de las más avanzadas de Europa, ya que su producción está automatizada al 90%. El hecho más significativo es la producción del motor YMZ-530 propulsado por gas metano.

## Camiones
En el periodo de los años 1925 a 1951, la YaMZ produjo camiones de todo tipo.

### Modelos preguerra
- Ya-3 (1925-1928, copia sin licencia del camión White TAD)
- Ya-4 (1928-1929)
- Ya-5 (1929-1934)
- Ya-11
- Ya-12 (1943-1946)
- Ya-13
- YaG-3 (1932-1934)
- YaG-4 (1934-1936)
- YaG-5
- YaG-6 (1936-1942)
- YaG-7 (1939, prototype)
- YaG-10 (1932)
- YaG-12 (1932, camión de cuatro ejes, prototipo)
- YaS-1 (1935-1936, versión tipo volqueta del camión YaG-4)
- YaS-3 (1936-1942, versión tipo volqueta del camión YaG-6)
- YaS-4 (1939, prototipo, versión tipo volqueta del camión YaG-7)
- YaSP (1934, versión semi-oruga basada en el Ya-5. Prototipo.)

### Modelos posguerra
- YAZ-200 (producción mudada a la planta MAZ, 1947-1950)
- YAZ-205 (producción mudada a la planta MAZ, 1945-1946)
- YAZ-210 (1951-1958)
- YAZ-214 (producción mudada a la planta KrAZ, 1956-1959)
- YAZ-218 (prototipo de volqueta, 1954 o 1957)
- YAZ-219 (producción mudada a la planta KrAZ, 1957-1959)
- YAZ-221 (producción mudada a la planta KrAZ, 1957-1958)[4]
- YAZ-222
- YAZ-225 (producción mudada a la planta MAZ, 1949, luego renombrado como MAZ-525)
- YAZ-226 (prototipo )

### Autobuses
- Ya-6 (versión tipo autobús del Ya-5, fabricado entre 1929-1932)
- YaA-2 (prototipo de 1932)
- YaA-3

### Trolebuses
- YaTB-1 (1936)
- YaTB-2 (1937)
- YaTB-3 (1938)
- YaTB-4 (1938)
- YaTB-4a (1941)
- YaTB-5 (1941)

## Producción
Los principales productos de la planta son:
- Unidades de potencia diésel,
- Unidades de potencia de gas metano,
- Unidades de potencia para equipos de soldadura autógena,
- Unidades de potencia para plantas generadoras de electricidad.

Además, la firma presta servicios de ingeniería en siderurgia, electro-siderurgia, forja y estampado de materiales ferrosos y no ferrosos, diseño y desarrollo de componentes motores, herramientas de mano, sistemas de control eléctrico, diseño mediante sistemas CAD/CAM, aparte de laboratorios de pruebas y motores experimentales.
Los motores fabricados en las instalaciones de la YaMZ se han instalado en más de 300 modelos de vehículos producidos en Bielorrusia, Ucrania y Kazajistán. Entre sus principales clientes se pueden encontrar empresas tales como: la fábrica de automóviles Ural, MTZK, MAZ, LiAZ, RUPP, BelAZ, JSC "Elektroplant", y en la Sociedad industrial "Slobozhansky".

### Producción actual
En las instalaciones de la sociedad YaMZ se producen varios modelos de motores de alta tecnología, algunos de estos bajo licencia de fabricantes extranjeros como la Cummins y la Caterpillar.
- YaMZ-530 - Serie de motores de 6 cilindros en línea, con potencias entre los 120 caballos (89 kW) y 312 caballos (233 kW) (cumplen con los estándares Euro III/Euro IV de emisiones)
- YaMZ-650 - Serie de motores de 4 y 6 cilindros en línea, con potencias entre los 362 caballos (270 kW) y los 412 caballos (307 kW) (cumplen con los estándares Euro III/Euro IV de emisiones)

### Diseños de motores históricos
- YAZ-204 - Motor de 4 cilindros en línea (1947-1959, copia del motor Detroit Diesel 4-71), cuya producción se mudó a la ucraniana KrAZ,
- YAZ-206 - Motor de 6 cilindros en línea (1947-1959, copia del motor Detroit Diesel 6-71), cuya producción se mudó a la ucraniana KrAZ,
- YaMZ-236 - Motor de 6 cilindros en V
- YaMZ-238 - Motor de 8 cilindros en V
- YaMZ-240 - Motor de 12 cilindros en V